# Київська архієпархія УГКЦ
Ки́ївська архієпа́рхія (лат. Archidioecesis Kioviensis) - архієпархія Української греко-католицької церкви з осідком у м. Києві. Відновлена 6 грудня 2004 р. 21 серпня 2005 р. Блаженніший Любомир Гузар переніс осідок Глави УГКЦ зі Львова до Києва. З 27 березня 2011 р. архієпископом є Блаженніший Святослав Шевчук. 18 серпня 2013 р. освячено Патріарший Собор Воскресіння Христового.
Обіймає територію Центральної та Північної України: м. Київ, Вінницьку, Житомирську, Київську, Черкаську та Чернігівську області.

## Список Архієреїв

### Список Архієпископів
- Святослав Шевчук (2011 — донині)
- Любомир Гузар (2004—2011)

### Список єпископів-помічників та куріальних єпископів
- Андрій Хім'як (2022-донині)
- Степан Сус (2020-донині)
- Йосиф Мілян (2009-донині)
- Богдан Дзюрах (2005-2021)
- Діонісій Ляхович (2005–2009)
- Василь Медвіт (1997–2004)
- Михайло Колтун (1996–1997)

## Назви
- Київська Митрополія (988—1596)
- Київська Унійна митрополича єпархія (1596—1839)
- Верховно-Архієпископський Києво-Вишгородський екзархат (1995—2005)
- Київська Архієпархія (2005 — донині)

## Історія

### Київська митрополія
Київська Архієпархія УГКЦ є однією з правонаступниць Київської митрополії, що утворилася у 988 році в результаті хрещення Руси-України князем Володимиром Святославичем, як церковна провінція Константинопольського Патріархату з центром у місті Київ.
У 1458 році, через повстання у Москві Московської митрополії, Константинопольський Патріархат сформував нову Київську митрополію, що перебувала поза впливом московських ієрархів та князів.

### Розділення Київської митрополії на Унійну та Православну
У 1596 році, рішенням більшости церковної ієрархії Київської митрополії про відновлення єдности з Апостольським Престолом, була перепідпорядкована Папі Римському, після прийняття Берестейської унії і проіснувала як єдина еклезіальна структура до 1620 року, коли єрусалимський патріарх Феофан, на прохання гетьмана України Петра Сагайдачного, висвятив для Київської Православної Митрополії митрополита Йова Борецького та нових єпископів, що поклало початок існуванню двох Київських митрополій — унійної (греко-католицької) і православної.

### Ліквідація Київської Унійної митрополії
Київська Унійна Митрополія була ліквідована в 1839 р. на соборі в Полоцьку і насильно приєднана до Російської Православної Церкви щойно після смерти Йосафата Булгака.

### Відродження УГКЦ в Центральній Україні
Після виходу УГКЦ з підпілля та відродження незалежности України на поч. 90-их років ХХ ст., почала відновлюватись УГКЦ на території Лівобережної України.
2 квітня 1996 року декретом Верховного архієпископа УГКЦ Мирослава-Івана кардинала Любачівського утворено Києво-Вишгородську Екзархію, яка обіймала всю територію України окрім Галичини. Згодом з Києво-Вишгородської Екзархії утворились (шляхом виокремлення) такі еклезіальні структури, які входять до складу Києво-Галицької Митрополії УГКЦ:
- Київська Архієпархія;
- Луцький Екзархат;
- Донецький Екзархат (в 2014 р. виокремлений з Донецько-Харківського Екзархату);
- Харківський Екзархат (в 2014 р. виокремлений з Донецько-Харківського Екзархату);
- Одеський Екзархат (в 2014 р. виокремлений з Одесько-Кримського Екзархату);
- Кримський Екзархат (в 2014 р. виокремлений з Одесько-Кримського Екзархату).

## Адміністративно-територіальний поділ

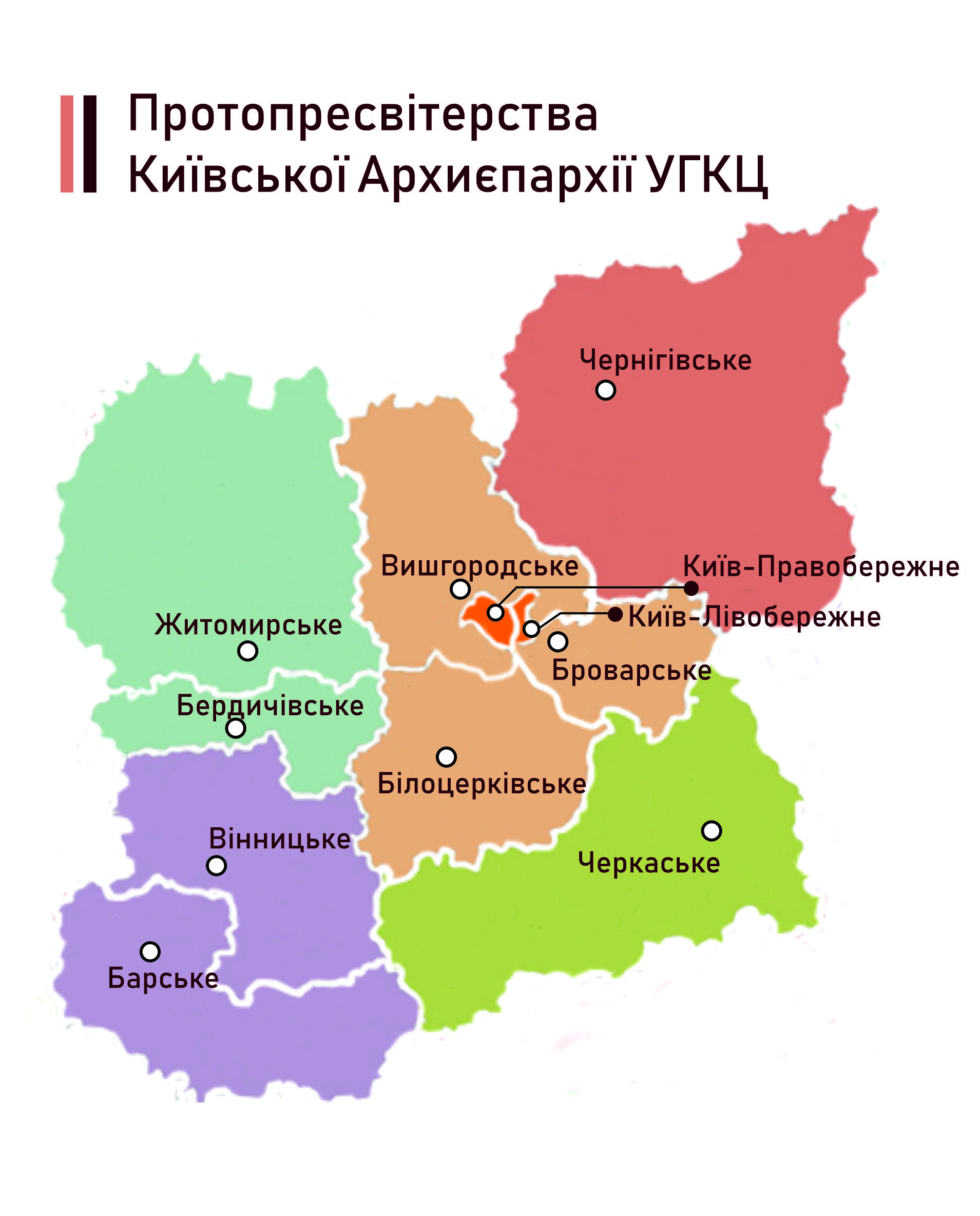
Протопресвітерства Київської Архієпархії УГКЦ

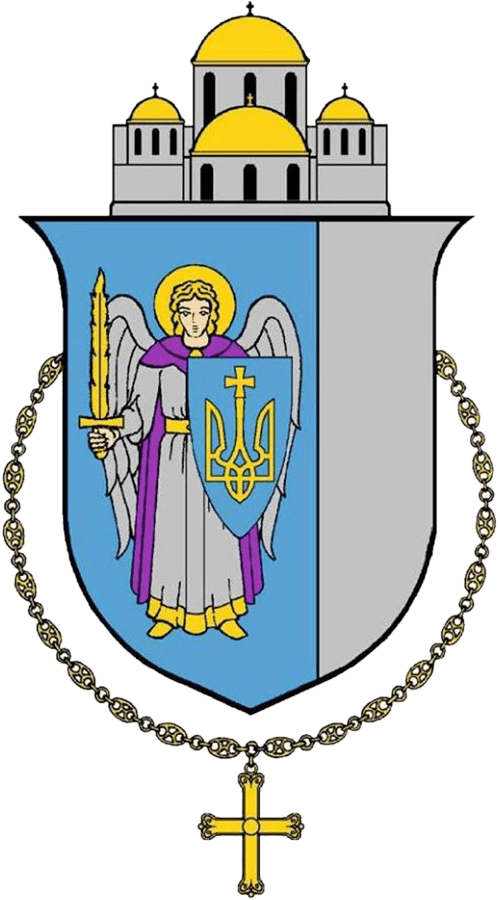
Герб Київ-Лівобережного Протопресвітерства УГКЦ

З 2008 року Київська Архієпархія має у своєму складі п'ять областей: місто Київ, Вінницьку, Житомирську, Київську, Черкаську та Чернігівську області.
Загальна площа території становить 178270 км².
Загальна кількість населення, що проживає на цій території, більше як 12 500 000 осіб.
Після створення, Києво-Вишгородський Екзархат був розділений на три Протопресвітерства: Київське (охоплювало територію м. Київ), Вишгородське (входили території Київської, Черкаської та Чернігівської обл.) та Вінницько-Житомирське (входили Вінницька та Житомирська обл.).
В 2010 році відбулись зміни в адміністративно-територіальному поділі Київської Архієпархії і територія була розділена на п'ять Протопресвітерств: Київське, Вишгородське, Вінницьке, Житомирське, Черкасько-Чернігівське.
В 2014 році територія Київської Архієпархії була розділена на сім Протопресвітерств: Київське, Білоцерківське, Вишгородське, Вінницьке, Житомирське, Черкаське та Чернігівське.

8 жовтня 2019 р. відбулись чергові зміни в адміністративно-територіальному устрої Київської Архієпархії. В даний час Київська Архієпархія територіально розділена на одинадцять Протопресвітерств: Київ-Лівобережне, Київ-Правобережне, Барське, Бердичівське, Білоцерківське, Броварське, Вишгородське, Вінницьке, Житомирське, Черкаське та Чернігівське.

### 1) Київ-Лівобережне Протопресвітерство
Київ-Лівобережне Протопресвітерство територіально охоплює Дарницький, Деснянський та Дніпровський райони м. Києва. До 2019 р. було частиною Київського протопресвітерства.

#### Список Протопресвітерів Київ-Лівобережного Протопресвітерства
- протоієрей Андрій Нагірняк (2019 — донині)
- митрофорний протоієрей Ігор Онишкевич (1998 — 2019) — Протопресвітер Київського Протопресвітерства

#### Список парафій Київ-Лівобережного Протопресвітерства
1. Парафія Патріаршого Собору Воскресіння Христового [Архівовано 1 червня 2022 у Wayback Machine.] (Метро «Лівобережна», вул. Микільсько-Слобідська, 5);
2. Парафія свв. Бориса і Гліба на Позняках [Архівовано 1 червня 2022 у Wayback Machine.] (Метро «Позняки», проспект Петра Григоренка, 22/20);
3. Парафія Софії — Премудрості Божої на Лісовому масиві [Архівовано 1 червня 2022 у Wayback Machine.] (Метро «Лісова», вул. Маршала Жукова, 2);
4. Парафія Богородиці — помічниці християн [Архівовано 30 жовтня 2021 у Wayback Machine.] (Метро «Бориспільська», вул. Вакуленчука, 34);
5. Парафія архістратига Михаїла [Архівовано 1 червня 2022 у Wayback Machine.] (проспект Володимира Маяковського 10)
6. Парафія Пресвятої Родини [Архівовано 1 червня 2022 у Wayback Machine.] (Метро «Лівобережна», вул. Євгена Маланюка, 101)

### 2) Київ-Правобережне Протопресвітерство
Київ-Правобережне Протопресвітерство територіально охоплює Голосіївський, Оболонський, Печерський, Подільський, Святошинський, Солом'янський та Шевченківський райони м. Києва. До 2019 р. було частиною Київського Протопресвітерства.

#### Список Протопресвітерів Київ-Правобережного Протопресвітерства
- митрофорний протоієрей Ігор Онишкевич (2019 — донині)
- митрофорний протоієрей Ігор Онишкевич (1998 — 2019) — Протопресвітер Київського Протопресвітерства

#### Список парафій Київ-Правобережного Протопресвітерства
1. Парафія св. Василія Великого на Львівській площі [Архівовано 1 червня 2022 у Wayback Machine.] (Вознесенський узвіз, 7);
2. Парафія св. Миколая Чудотворця на Аскольдовій могилі [Архівовано 1 червня 2022 у Wayback Machine.] (Метро «Арсенальна», вул. Паркова дорога, 1);
3. Парафія св. Миколи Доброго на Подолі [Архівовано 1 червня 2022 у Wayback Machine.] (Метро «Контрактова площа», вул. Покровська, 6);
4. Парафія Покрова Богородиці в Пирогові [Архівовано 30 жовтня 2021 у Wayback Machine.] (Музей «Пирогів»);
5. Парафія св. архістратига Михаїла і всіх небесних сил та новомучеників [Архівовано 1 червня 2022 у Wayback Machine.] (Метро «Хрещатик», вул. Героїв Небесної сотні);
6. Парафія св. Миколая на КПІ [Архівовано 1 червня 2022 у Wayback Machine.] (Метро «Політехнічний інститут», вул. Академіка Янгіля, 5);
7. Парафія Святої Трійці на Оболоні [Архівовано 1 червня 2022 у Wayback Machine.] (Метро «Героїв Дніпра», вул. Героїв Дніпра, 34);
8. Парафія св. Йосафата на Святошино [Архівовано 1 червня 2022 у Wayback Machine.] (Метро «Святошин», вул. Генерала Вітрука, 12);
9. Парафія Преображення Господнього на Виноградарі [Архівовано 1 червня 2022 у Wayback Machine.] (просп. Свободи 26-Б).

### 3) Барське Протопресвітерство
Барське Протопресвітерство охоплює територію Барського, Бершадського, Жмеринського, Крижопільського, Могилів-Подільського, Мурованокуриловецького, Піщанського, Томашпільського, Тростянецького, Чечельницького, Чернівецького, Шаргородського, Ямпільського районів Вінницької області. В 2007—2010 році було частиною Вінницько-Житомирського Протопресвітерства, в 2010—2019 році — Вінницького Протопресвітерства.

#### Список Протопресвітерів Барського Протопресвітерства
- протоієрей Михайло Будник (2019 — донині)
- протоієрей Микола Дуркалець (2010—2019) — Протопресвітер Вінницький
- ієрей Віталій Сидорук (2007—2010) — Протопресвітер Вінницько-Житомирський

#### Список парафій Барського Протопресвітерства

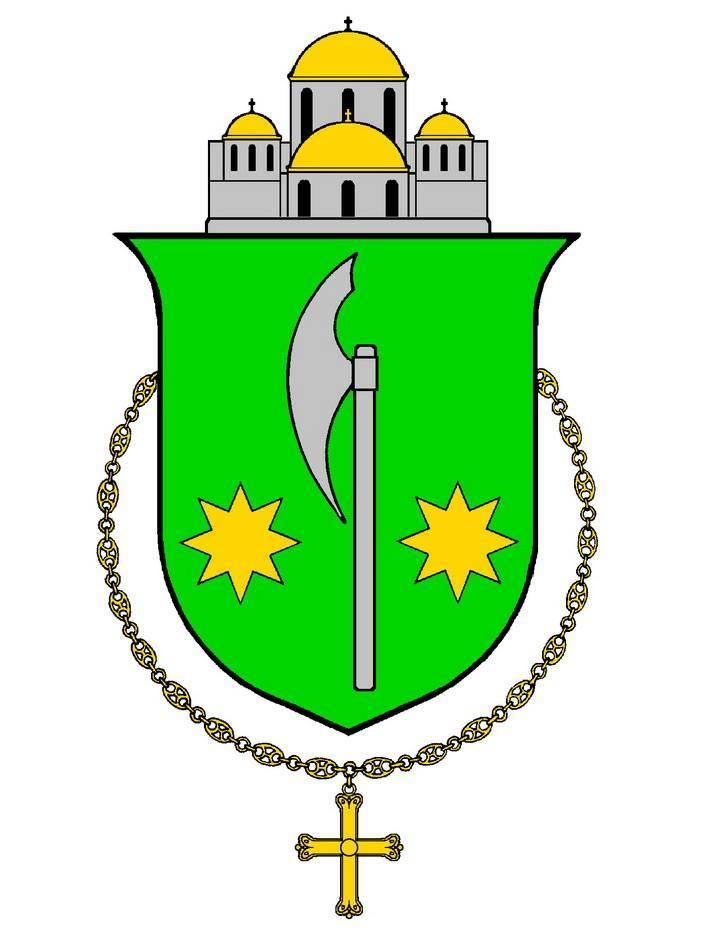
Герб Бердичівського Протопресвітерства УГКЦ

1. Бар — Парафія Різдва Богородиці
2. Бершадь — св. Миколая Чудотворця
3. Жмеринка — Положення пояса Богородиці
4. Ладижин — # Чечельник — св.апп. Петра і Павла
5. Голдашівка — Зарваницької Богородиці
6. Вовчок — Св. Арх. Михаїла
7. Кедрасівка — Різдва Богородиці
8. Романівка — Казанської Богородиці
9. Осіївка — Покрови Пресвятої Богородиці

### 4) Бердичівське Протопресвітерство
Бердичівське Протопресвітерство охоплює територію Андрушівського, Бердичівського, Любарського, Попільнянського, Ружинського, Чуднівського районів Житомирської області. В 2007—2010 році було частиною Вінницько-Житомирського Протопресвітерства, в 2010—2019 році — Житомирського Протопресвітерства.
https://www.facebook.com/berduchiv.dekanat.ugcc

#### Список Протопресвітерів Бердичівського Протопресвітерства
- протоієрей Роман Шкрібенець (2019 — донині)
- протоієрей Віталій Сидорук (2010—2019) — Протопресвітер Житомирський
- ієрей Віталій Сидорук (2007—2010) — Протопресвітер Вінницько-Житомирський

#### Список парафій Бердичівського Протопресвітерства
1. Бердичів — арх. Михаїла
2. Бердичів — Св. Свщмч. Йосафата
3. Великі Коровинці — Св. Івана Богослова https://www.facebook.com/ugcc.v.korovynci [Архівовано 19 травня 2021 у Wayback Machine.]
4. Вакуленчук — Св. Ап. Петра і Павла https://www.facebook.com/ugcc.vakulenchur
5. Вербівка — Різдва Богородиці https://www.facebook.com/Verbivka.Church
6. Гардишівка — Св. Миколая
7. Гришківці — Преображення Господнього
8. Короченки — Св. Івана Богослова Парафіяльна сторінка
9. Любар — Всіх свв. Українського народу
10. Михайленки — Св. Пантелеймона https://www.facebook.com/muhailenku
11. Райгородок — св. Юрія
12. Ружин – Успіння Богородиці https://www.facebook.com/ruzhyn.ugcc
13. Хажин - Св. Пр. Іллі
14. Чуднів — Св. Арх. Михаїла Парафіяльна сторінка

### 5) Білоцерківське Протопресвітерство
Білоцерківське Протопресвітерство охоплює територію Білоцерківського, Богуславського, Васильківського, Володарського, Кагарлицького, Миронівського, Обухівського, Рокитнянського, Сквирського, Ставищенського, Таращанського, Тетіївського, Фастівського районів Київської області. В 2007—2014 році було частиною Вишгородського Протопресвітерства.

#### Список Протопресвітерів Білоцерківського Протопресвітерства
- протоієрей Віталій Марцинюк (2023-)
- протоієрей Роман Романович (2019 —2023)
- протоієрей Віталій Марцинюк (2014—2019)
- протоієрей Олег Панчиняк (2010—2014) — Протопресвітер Вишгородський
- ієрей Василь Мізюк (2007—2010) — Протопресвітер Вишгородський

#### Список парафій Білоцерківського Протопресвітерства
1. Біла Церква — Різдва Христового
2. Біла Церква — Св. Ольги
3. Біла Церква — Успіння Богородиці
4. Васильків — Св. Юрія Побідоносця
5. Мала Вільшанка — Св. Арх. Михаїла
6. Обухів - св. Антонія Печерського
7. Сквира – св.вмч. Пантелеймона
8. Тараща — Покрова Богородиці
9. Українка — Пресвятої Трійці
10. Фастів — Св. Влмч. Димитрія
11. Фастів – свв. Бориса і Гліба

### 6) Броварське Протопресвітерство
Броварське Протопресвітерство охоплює територію Баришівського, Бориспільського, Броварського, Згурівського, Переяслав-Хмельницького, Яготинського районів Київської області. В 2007—2019 році було частиною Вишгородського Протопресвітерства.

#### Список Протопресвітерів Броварського Протопресвітерства
- протоієрей Ігор Шабан (2019 —)
- протоієрей Олег Панчиняк (2010—2019) — Протопресвітер Вишгородський
- ієрей Василь Мізюк (2007—2010) — Протопресвітер Вишгородський

#### Список парафій Броварського Протопресвітерства
1. Бориспіль — Свв. Володимира і Ольги
2. Бровари — Трьох Святителів
3. Княжичі — Пресвятої Трійці
4. Старе — св. Варвари
5. Щасливе — Матері Божої Неустанної Помочі

### 7) Вишгородське Протопресвітерство
Вишгородське Протопресвітерство охоплює територію Бородянського, Вишгородського, Іванківського, Києво-Святошинського, Макарівського, Поліськийого районів Київської області.

#### Список Протопресвітерів Вишгородського Протопресвітерства
- протоієрей Мирослав Латинник (2019 —)
- протоієрей Олег Панчиняк (2010—2019) — Протопресвітер Вишгородський
- ієрей Василь Мізюк (2007—2010) — Протопресвітер Вишгородський

#### Список парафій Вишгородського Протопресвітерства
1. Білогородка — Св. Володимира
2. Боярка — Св. Федора Тирона
3. Буча — Св. Ап. Єв. Луки
4. Вишгород — Собор Вишгородської Богородиці
5. Вишневе — Св. Анни
6. Гостомель — Преображення Господнього
7. Гурівщина — Св. Апп. Петра і Павла
8. Ірпінь — Різдва Богородиці
9. Коцюбинське — Ап. Якова
10. Макарів — пр. Іллі
11. Нові Петрівці — Преображення Господнього
12. Петропавлівська Борщагівка — Софії — Премудрості Божої
13. Раківка — Покрова Богорордиці
14. Святопетрівське — свв. Володимира та Ольги
15. Северинівка — свв. Віри, Надії, Любові і їх Матері Софії

### 8) Вінницьке Протопресвітерство

Греко-католицький собор у Вінниці

Вінницьке Протопресвітерство охоплює територію Вінницького, Гайсинського, Іллінецького, Калинівського, Козятинського, Липовецького, Літинського, Немирівського, Оратівського, Погребищенського, Теплицького, Тиврівського, Тульчинського, Хмільницького районів Вінницької області. В 2007—2010 році було частиною Вінницько-Житомирського Протопресвітерства.

#### Список Протопресвітерів Вінницького Протопресвітерства
- протоієрей Олександр Плєшанов (2023-донині)
- ієромонах Григорій Рогацький (2019 —2023)
- протоієрей Микола Дуркалець (2010—2019)
- ієрей Віталій Сидорук (2007—2010) — Протопресвітер Вінницько-Житомирський

#### Список парафій Вінницького Протопресвітерства

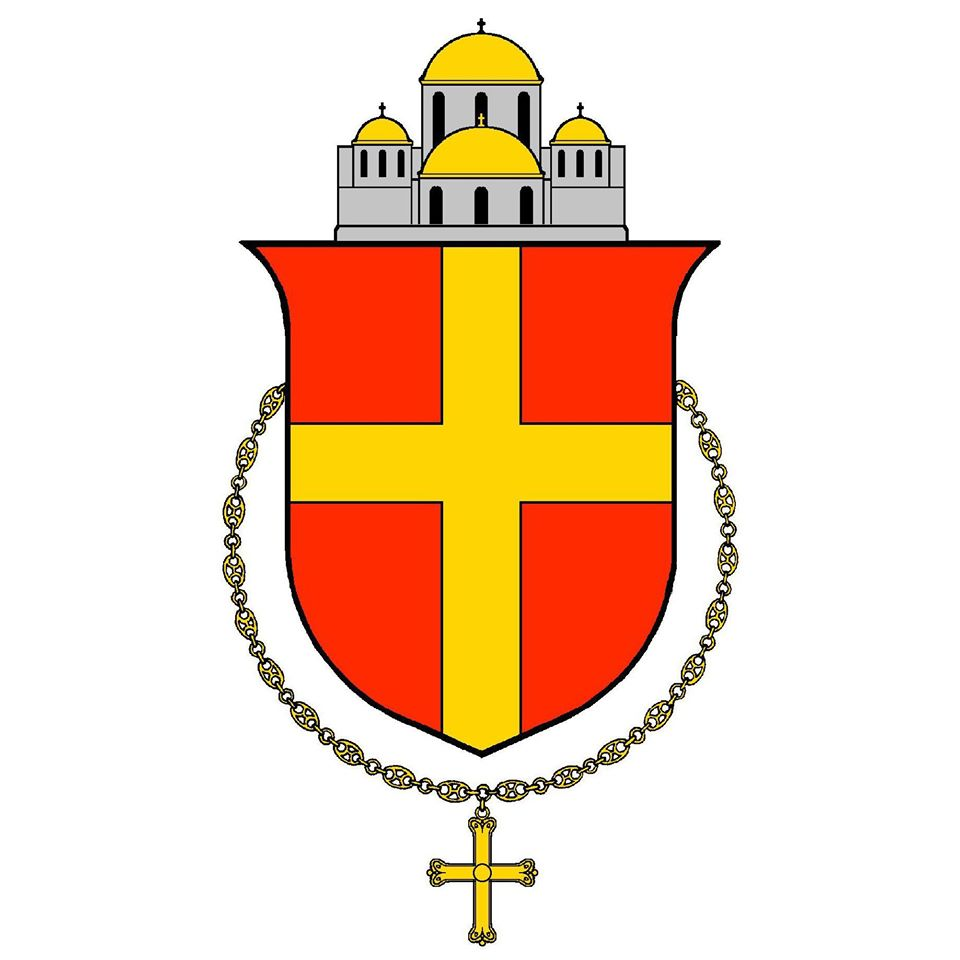
Герб Житомирського Протопресвітерства УГКЦ

1. Білозерівка — св. Димитрія Солунського
2. Вінниця — Покрова Богородиці
3. Вінниця — Преображення Господнього
4. Жежелів — Св. Миколая Чудотворця
5. Козятин — Різдва Пресвятої Богородиці
6. Липовець — Різдва Пресвятої Богородиці
7. Лозувата — Покрова Пресвятої Богородиці
8. Михайлин – Всіх святих українського народу
9. Очеретня — Св. Арх. Михаїла
10. Погребище – Зіслання Святого Духа
11. Погребище-2 — Вознесіння Господнього
12. Тиврів – Вознесіння Господнього
13. Хмільник — Св. Івана Богослова
14. Щітки — Св. Миколая

### 9) Житомирське Протопресвітерство
Житомирське Протопресвітерство охоплює територію Баранівського, Брусилівського, Ємільчинського, Житомирського, Коростенського, Коростишівського, Лугинського, Малинського, Народицького, Новоград-Волинського, Овруцького, Олевського, Пулинського, Радомишльського, Романівського, Хорошівського, Черняхівського районів Житомирської області. В 2007—2010 році було частиною Вінницько-Житомирського Протопресвітерства.

#### Список Протопресвітерів Житомирського Протопресвітерства
- протоієрей Олег Лучка (2021 - )
- протоієрей Віталій Сидорук (2010 - 2021)
- ієрей Віталій Сидорук (2007—2010) — Протопресвітер Вінницько-Житомирський

#### Список парафій Житомирського Протопресвітерства
1. Брусилів — Пресвятої Трійці
2. Житомир — Вознесіння Господнього
3. Житомир — Св. Василія Великого
4. Житомир — Св. Миколая
5. Житомир — Св. Пр. Іллі
6. Коростишів — Св. Івана Хрестителя
7. Новоград-Волинський — Благовіщення Богородиці
8. Радомишль — Пресвятої Тройці

### 10) Черкаське Протопресвітерство
Черкаське Протопресвітерство охоплює територію Черкаської області. В 2007—2010 році було частиною Вишгородського, а в 2010—2014 році — Черкасько-Чернігівського Протопресвітерства.

#### Список Протопресвітерів Черкаського Протопресвітерства
- єрей Дмитро Белей (2023-донині)
- протоієрей Юрій Голоднюк (2014 —2023)
- ієромонах Віталій Котик (2010—2014) — Протопресвітер Черкасько-Чернігівський
- ієрей Василь Мізюк (2007—2010) — Протопресвітер Вишгородський

#### Список парафій Черкаського Протопресвітерства
1. Згар – свв. Бориса і Гліба
2. Золотоноша — Святого Духа
3. Мехедівка — Успіння Богородиці
4. Сміла — Св. Апп. Петра і Павла
5. Умань — Пресвятої Богородиці
6. Холоднянське — Різдва Богородиці
7. Черкаси — Покрова Богородиці
8. Черкаси — Св. Володимира
9. Черкаси – св. Юрія

### 11) Чернігівське Протопресвітерство
Чернігівське Протопресвітерство охоплює територію Чернігівської області. В 2007—2010 році було частиною Вишгородського, а в 2010—2014 році — Черкасько-Чернігівського Протопресвітерства.

#### Список Протопресвітерів Чернігівського Протопресвітерства
- протоієрей Роман Пушка (2014 — донині)
- ієромонах Віталій Котик (2010—2014) — Протопресвітер Черкасько-Чернігівський
- ієрей Василь Мізюк (2007—2010) — Протопресвітер Вишгородський

#### Список парафій Чернігівського Протопресвітерства
1. Мена — Успіння Богородиці
2. Ніжин — Свв. Володимира і Ольги
3. Прилуки — Покрова Богородиці
4. Славутич — Матері Божої Неустанної помочі
5. Чернігів – влмч. Юрія Побідоносця
6. Чернігів — Св. Апп. Петра і Павла

## Монастирі
В Київській Архієпархії діють 15 монастирів: 7 — чоловічих і 8 — жіночих. Відповідальний за координацію діяльності монастирів є Синкел монашества Київської Архієпархії. Основні напрямки діяльності монастирів: душпастирська, євангелізаційно-катехитична, соціально-харитативна, адміністративна.

#### Список Синкелів монашества
- Лоїк єрм. Ніканор, МСУ (2014 — донині)
- Тучапець єрм. Василь, ЧСВВ (2009—2014)

#### Список чоловічих монастирів
- Монастир св. Василія Великого [Архівовано 11 Квітня 2018 у Wayback Machine.] ЧСВВ (м. Київ, Вознесенський узвіз, 7)
- Монастир отців селезіан (м. Київ)
- Монастирі отців оріоністів (м. Київ)
- Монастир св. Антонія Печерського МСУ (м. Обухів, вул. Б.Хмельницького, 13)
- Монастир Воплоченого Слова (м. Вінниця)
- Монастир ЧНІ (м. Чернігів)
- Монастир св. Івана Хрестителя ЧСВВ (м. Бар)

#### Список жіночих монастирів
- Монастир св. Софії СНДМ (м. Київ)
- Монастир арх. Михаїла ЧСВВ (м. Київ)
- Монастир Пресвятої Родини (м. Київ)
- Монастир сестер служебниць (с. Княжичі)
- Монастир сестер мироносиць (с. Княжичі)
- Монастир Введення Богородиці ЧСВВ (м. Житомир)
- Монастир сестер редемптористок (м. Чернігів)

## Душпастирство
Для душпастирських цілей в Київській Архієпархії діють різноманітні Комісії, Референтури та Бюра.

#### Комісії
- молодіжна
- катехитична
- євангелізації
- літургійна
- культури
- родини
- літургійна
- військового душпастирства
- пенітенціарного душпастирства

та Бюра:
- паломницьке
- соціальної комунікації

## Видавнича діяльність
З березня 2009 р. видається архієпархіальний часопис «Собор»
12 серпня 2013 р. Б. розпочало діяльність перше в Україні інтернет-телебачення УГКЦ «Живе ТБ».